# Marian Ormaniec
Marian Albin Ormaniec (ur. 27 marca 1962 w Gilowicach, zm. 14 maja 2021 w Bielsku-Białej) – polski polityk, zootechnik, przedsiębiorca i samorządowiec, wicewojewoda śląski (2001–2002), w latach 2006–2008 członek zarządu województwa śląskiego, w 2008 w randze wicemarszałka.

## Życiorys
Syn Albina i Olimpii. Ukończył studia na Akademii Rolniczej w Krakowie. Odbył studia podyplomowe z zarządzania i organizacja w jednostkach samorządowych i podległych na Politechnice Krakowskiej. Do 1991 pracował jako zootechnik w rolniczej spółdzielni produkcyjnej. Następnie m.in. prowadził własną działalność gospodarczą. Pełnił też funkcje prezesa zarządu Beskidzkiej Giełdy Towarowej (1996–1998) oraz Beskidzkiego Hurtu Towarowego (2002–2006).
Członek Polskiego Stronnictwa Ludowego, od 2005 kierował wojewódzkimi strukturami tej partii. Wchodził w skład zarządu regionu Ochotniczej Straży Pożarnej.
W latach 2001–2002 pełnił funkcję wicewojewody śląskiego. W 2006 i 2010 uzyskiwał mandat radnego sejmiku śląskiego. W 2006 został powołany w skład zarządu województwa, w styczniu 2008 po zmianie koalicji objął stanowisko wicemarszałka. Odwołano go w październiku tego samego roku po publikacjach prasowych, w których zarzucano mu nepotyzm i wykorzystywanie pełnionej funkcji.
Z listy PSL kandydował kilkukrotnie do Sejmu (w tym w 2019), do Parlamentu Europejskiego, a także w wyborach samorządowych, m.in. na wójta gminy Gilowice (2014, 2018).
Zmarł na skutek choroby COVID-19.